# Dirk Postmus
Dirk Postmus (Leeuwarden, 6 oktober 1906 - aldaar, 5 mei 1961) was een Nederlandse collaborateur, Verwalter van Joodse ondernemingen, lid van de Nationaal-Socialistische Beweging, Scharführer bij het Nationalsozialistisches Kraftfahrkorps en was in 1945 waarnemend burgemeester van Ermelo en Nunspeet.

## Levensloop
Postmus werd op 6 oktober 1906 geboren in Leeuwarden in een gezin met 6 kinderen waarvan er twee op jonge leeftijd overleden. Zijn vader was winkelier in kruidenierswaren en had een winkel met woonhuis in de Vegelinstraat. Na het overlijden van zijn vader op 27 oktober 1913, verhuisde Postmus samen met zijn oudere broer Sipke Postmus naar het Old Burger Weeshuis aan het Zaailand in Leeuwarden. De winkel met het woonhuis werd in 1914 verkocht. In maart 1920 hertrouwde zijn moeder en werd het gezin weer herenigd. In 1928 verhuisde Postmus naar Emmer-Compascuum.
Op 2 juni 1931 huwde Postmus met Johanna Visser in Leeuwarden. Op dat moment was hij directeur van een turfstrooiselfabriek en woonachtig in Edewechterdamm, Duitsland. In mei 1940 verkocht Postmus zijn bedrijf en keerde hij terug naar Nederland.

## Tweede Wereldoorlog
Postmus was tijdens de oorlog Verwalter (beheerder) van onder meer de Firma A.M. Kuijt in Sneek. Deze firma, onteigend van de Joodse eigenaar Abraham Kuijt, was een groothandel in porselein, glas en aardewerk.
Tijdens de oorlog heeft Postmus voor bijna 120.000 gulden aan onteigende woonhuizen, gebouwen en roerende goederen gekocht. Deze panden kocht hij via het A.N.B.O. kantoor in Groningen dat werd geleid door Koeno Hamminga. Op 23 augustus 1943 kocht Postmus acht panden tegelijkertijd. Het huis waar Postmus woonde aan de Spanjaardslaan 89 in Leeuwarden, toebehorend aan Benjamin Cohen, kocht Postmus op 26 maart 1943 voor 7.500 gulden. Goffe Miedema (1911-2000), eigenaar van een meubelwinkel in Leeuwarden, schreef op 3 april 1943 over de verhuizing van Postmus: “Een jaar geleden hebben we meubelen geleverd aan Postmus in de Spoorstraat die daar een klein huis bewoonde. Het is een N.S.B.’er die nu naar een groot jodenhuis op de Spanjaardslaan verhuisd is.”
Naast NSB’er was Postmus ook Scharführer van de Transportactie A, onderdeel van het Nationalsozialistisches Kraftfahrkorps (NSKK). In de nacht van 13 op 14 juli 1944 was Postmus nauw betrokken bij de Sneeker Bloednacht waarin vier inwoners van Sneek werden geliquideerd als vergelding voor de moord op een lid van de NSKK. Tijdens de rechtszitting na de oorlog gaf Postmus toe tijdens de bloednacht een huiszoeking te hebben verricht.
Van 27 januari 1945 tot 24 april 1945 was Postmus waarnemend burgemeester van Ermelo als opvolger van Marinus Gerhard de Kruijff. De Kruijff was voorheen burgemeester van Franeker. Na de oorlog werd Postmus opgevolgd door de vooroorlogse burgemeester Hendrik Michiel Martens.
Als waarnemend burgemeester van Ermelo vaardigde Postmus op 16 april 1945 in opdracht van de Wehrmacht een bekendmaking uit waarin hij waarschuwt voor “naderend oorlogsgeweld”. Twee dagen later werd Ermelo bevrijd door de Canadezen.

## Veroordeling
Postmus werd in 1950 door de cassatieraad veroordeeld tot 11 jaar rijkswerkinrichting met aftrek van het voorarrest. De oorspronkelijk eis was 13 jaar. Daarnaast werden zijn passief en actief kiesrecht voor het leven ontnomen. De advocaat-fiscaal van het Bijzonder Gerechtshof noemde Postmus “een typisch voorbeeld van een profiteur”. Meester Menalda, de advocaat van Postmus, zei dat hij “weliswaar een fel nationaal-socialist was geweest, doch geen verrader.” Volgens Menalda was Postmus “gematigd [geweest] in zijn optreden, waardoor veel ellende is voorkomen.”
De vrouw van Postmus, Johanna Visser, werd in 1947 veroordeeld tot internering gelijk aan de detentie voor haar lidmaatschap aan de NSVO en NSB.